# Kulsum Begum Masjid
Kulsum Begum Masjid is een 17e-eeuwse moskee in de bij Haiderabad behorende buitenwijk Karwan. De moskee is tussen 1612 en 1626 gebouwd door Kulsum Begum, de dochter van sultan Muhammad Qutb Shah. De voorgevel van de moskee rust op een 3 meter hoge plint en wordt gekenmerkt door 3 boogvormige openingen en aan beide zijden twee minaretten, rijkversierd met stucwerk.